# Kivu

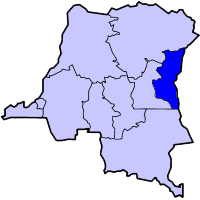
Kivuregionen i snäv mening, Maniema väster om den.

Kivu är ett område i den östra delen av Kongo-Kinshasa. I snäv mening omfattar det provinserna Norra Kivu och Södra Kivu. I bredare mening ingår även Maniema. De tre provinserna var en provins mellan 1933 (under namnet Costermansville till 1947) och 1988, med undantag för 1962–1966.
Kivu har påverkats mycket av folkmordet i Rwanda och den än pågående konflikten i Kongo-Kinshasa, andra Kongokriget och Kivukonflikten. De etniska spänningarna mellan hutu och tutsi i Rwanda har spridit sig över gränsen genom flyktingar och medföljande miliser. Detta har bidragit till både andra Kongokriget och Kivukonflikten.
Kivu har en rik natur. Ett landmärke är Kivusjön som ligger på gränsen till Rwanda. I söder gränsar Kivu till Tanganyikasjön. I Norra Kivu finns också Virunga nationalpark där mer än hälften av världens bergsgorillor finns. Också de är hotade på grund av konflikten i området och underhållet av parken har inte kunnat skötas.